# Dorstenia urceolata
Dorstenia urceolata är en mullbärsväxtart som beskrevs av Heinrich Wilhelm Schott. Dorstenia urceolata ingår i släktet Dorstenia och familjen mullbärsväxter. Inga underarter finns listade i Catalogue of Life.